# 讲谈社·中国的历史
《讲谈社·中国的历史》（日语：／）是由讲谈社出版的通俗中国历史著作，讲述中国自远古至今的历史。旧版十卷于1974年4月至1975年2月出版。《图说中国的历史》于1976年11月至1977年12月出版。新版12卷于2004年11月至2005年11月出版。各卷作者分别为宮本一夫、平势隆郎、鹤间和幸、金文京、川本芳昭、气贺泽保规、小岛毅、杉山正明、上田信、菊池秀明、天兒慧。简体中文译本由广西师范大学出版社于2014年1月出版，后两卷未引入， 2014年售出10万套。 繁体中文版由台湾商务印书馆，以「中国·历史的长河」名义，全套12卷于2017年3月至2018年9月出版。

## 旧版
1. 原始から春秋戦国（貝塚茂樹・伊藤道治）
2. 秦漢帝国（西嶋定生）
3. 魏晋南北朝（川勝義雄）
4. 隋唐帝国（布目潮渢・栗原益男）
5. 五代・宋（周藤吉之・中嶋敏）
6. 元・明（愛宕松男・寺田隆信）
7. 清帝国（增井经夫）
8. 近代中国（佐伯有一）
9. 人民中国の誕生（野村浩一）
10. 目で見る中国の歴史（日比野丈夫）

## 图说中国的历史
1. よみがえる古代（伊藤道治）
2. 秦漢帝国の威容（大庭脩）
3. 魏晋南北朝の世界（岡崎敬）
4. 華麗なる隋唐帝国（日比野丈夫）
5. 宋王朝と新文化（梅原郁）
6. 遊牧民族国家・元（村上正二）
7. 明帝国と日本（山根幸夫）
8. 清帝国の盛衰（神田信夫）
9. 人民中国への鼓動（小野信爾）
10. 中華人民共和国の歩み（安藤彦太郎）
11. 東西文明の交流（榎一雄）
12. 中国美術の流れ（宮川寅雄）

## 新版
1. 《從神話到歷史：神話時代與夏王朝》，宮本一夫
2. 《從城市國家到中華：殷商與春秋戰國時代》，平势隆郎
3. 《始皇帝的遺產：秦漢帝國》，鹤间和幸
4. 《三國志的世界：東漢與三國時代》，金文京
5. 《中華的崩潰與擴大：魏晉南北朝》，川本芳昭
6. 《絢爛的世界帝國：隋唐時代》，气贺泽保规
7. 《中國思想與宗教的奔流：宋朝》，小岛毅
8. 《疾馳的草原征服者：遼、西夏、金、元》，杉山正明
9. 《海與帝國：明清時代》，上田信
10. 《末代王朝與近代中國：晚清與中華民國》，菊池秀明
11. 《巨龍的胎動：毛澤東、鄧小平與中華人民共和國》，天兒慧
12. 《日本人眼中的中國：過去與現在》。